# Rodica Frîntu
Rodica Frîntu   (valor desconegut, 29 de març de 1960) és una exremadora romanesa que va competir durant les dècades de 1970 i 1980.
El 1980 va prendre part en els Jocs Olímpics de Moscou, on guanyà la medalla de bronze en la competició del vuit amb timoner del programa de rem. En el seu palmarès també destaca una medalla de bronze al Campionat del món de rem de 1981.